# 土搗唄
土搗唄（どつきうた）、あるいは地搗唄（じつきうた）とは、かつての日本で堤防の法面を搗き固める際、あるいは民家などの建築物を作り上げる際、敷地を整地して固め、礎石を安定させる作業の折に唄われた民謡である。

## 概要
昭和中期以降に重機が普及するまで、整地作業や礎石の基礎固め作業、あるいは河川の堤防の搗き固め作業は、すべて人力で行われていた。その折に作業の調子を取り、肉体労働の苦労を和らげ気持ちに張り合いを持たせる意図で詠われた民謡である。
地搗き作業は地方によって「どう搗き」、「どんつき」、「地業」（じぎょう）、「さんよう搗き」、「ヨイトマケ」とも呼ばれる。そのため地搗き唄も地方ごとに「どう搗き唄」「地業唄」「さんよう搗き唄」と名称が異なる。

## 地搗き作業

### 踏み固め

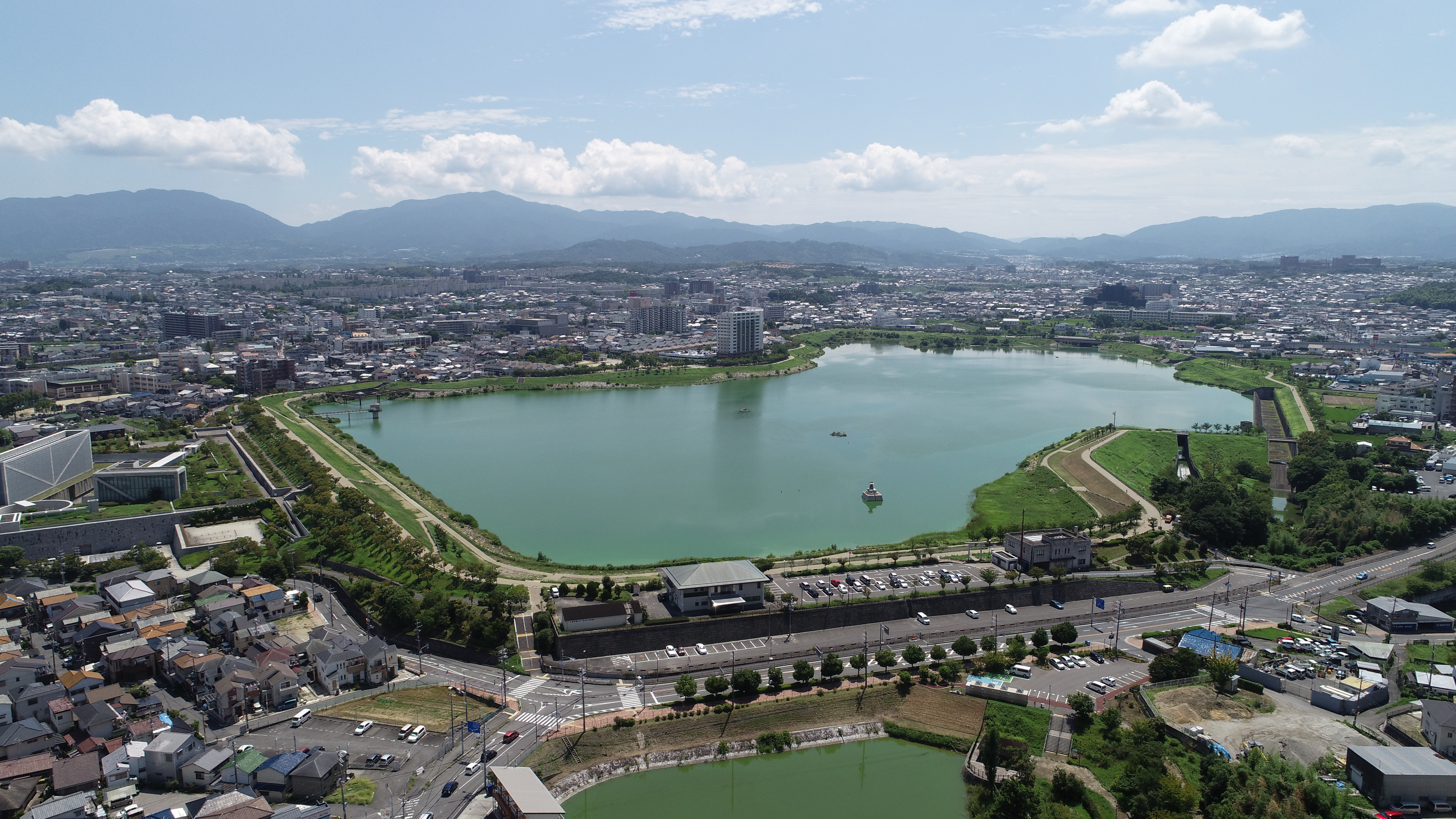
日本最古級の溜池・大阪府の狭山池。築堤工事には脚による踏み固めが用いられたと考えられている。

最も基本的な地搗き作業は、人間の脚による踏みつけである。その起源は不明だが恐らくは縄文時代に竪穴建物などを建築していた頃より、床面は踏みつけによる整地作業で整えられていたと考えられている。古代における大規模な地搗き作業の例としては、大阪府大阪狭山市に現存する日本最古の溜池・狭山池の築堤が挙げられる。古代の狭山池の築堤工事は「敷葉工法」と呼ばれ、葉付きの枝を敷いては土を載せ、その上から踏み固めることを繰り返すもので、出土した植物遺存体に含まれる炭素14の半減期を基準として判定する放射性炭素年代測定から、築堤の造営は5世紀にさかのぼると考えられている。
その折の土搗き唄は記録に残されていないが、後に整地技術が発展した折でも、傾斜地など櫓搗きや亀の子搗き（後述）が難しい現場では昔ながらの足踏みによる整地が行われていた。明治期の淀川河川改修の折、堤防修築の地固め作業で女性たちが数十人がかりで堤防の法面を踏み固める作業の折に唄った作業唄が記録に残されている。

### 千本杵
千本杵（せんぼんぎね）は、河川や溜め池の堤防など、大面積を搗き固める折に用いられた方法で、人間の脚による踏み締めが発展した技法である。各自が縦杵を持ち、土搗き唄の拍子に合わせて人海戦術で地面を搗き、同時に踏み固めていく。堤防の法面を固める作業を「土羽搗き」（どばづき）と呼び、作業の折に唄う唄は特に「土羽搗き唄」と呼ばれ、歌詞は即興でひねり出されるものが多い。

### タコ搗
特定の位置を重点的に搗き固める作業では、「タコ」と呼ばれる道具を用いる。これは直径30センチほどの丸太を手ごろな長さに切ったものの片方の木口に数本の取っ手を付けたもので、文字通り蛸の姿に似ている。個人、あるいは数人でそれぞれの取っ手を掴んで持ち上げ、地面に打ち当てることで地固めする。
大人数で操作する場合はタコを中心に四方八方に幾重もの綱を延ばし、集団で調子を合わせて綱を曳くことでタコを持ち上げ、調子を合わせて綱を緩めて落とすことを繰り返して地面を搗き固め、礎石を安定させる。

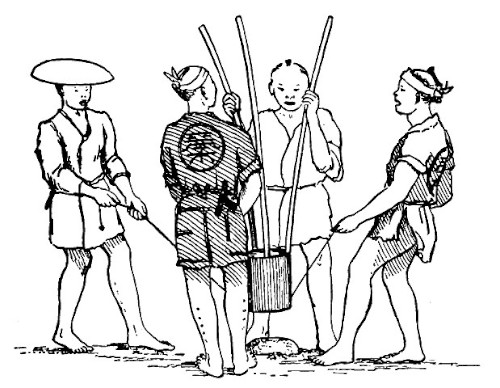
エドワード・モースの『日本人の住まい』に載せられた、タコによる礎石搗き固め作業のスケッチ。モースは1877年に東京市内で同様の工法による道路の修繕作業を目撃し、「私には真似することも記述することも出来ない、一種の異様な歌を歌い続ける」と記している

### 亀の子搗き
タコ搗と同様の原理で、円盤状の石の外周から四方八方に縄を延ばし、集団で縄を操り石を持ち上げて落とすことで地固めする方法もあり、こちらは石を亀になぞらえて「亀の子搗き」とも呼ばれる。集団で綱を操るタイミングを誤れば石は持ち上がらず、あるいは意図しない向きに落ちる危険がある。そのため亀の子搗きの土搗き唄は、拍子が明瞭なのが特徴である。
。

### 櫓胴搗き

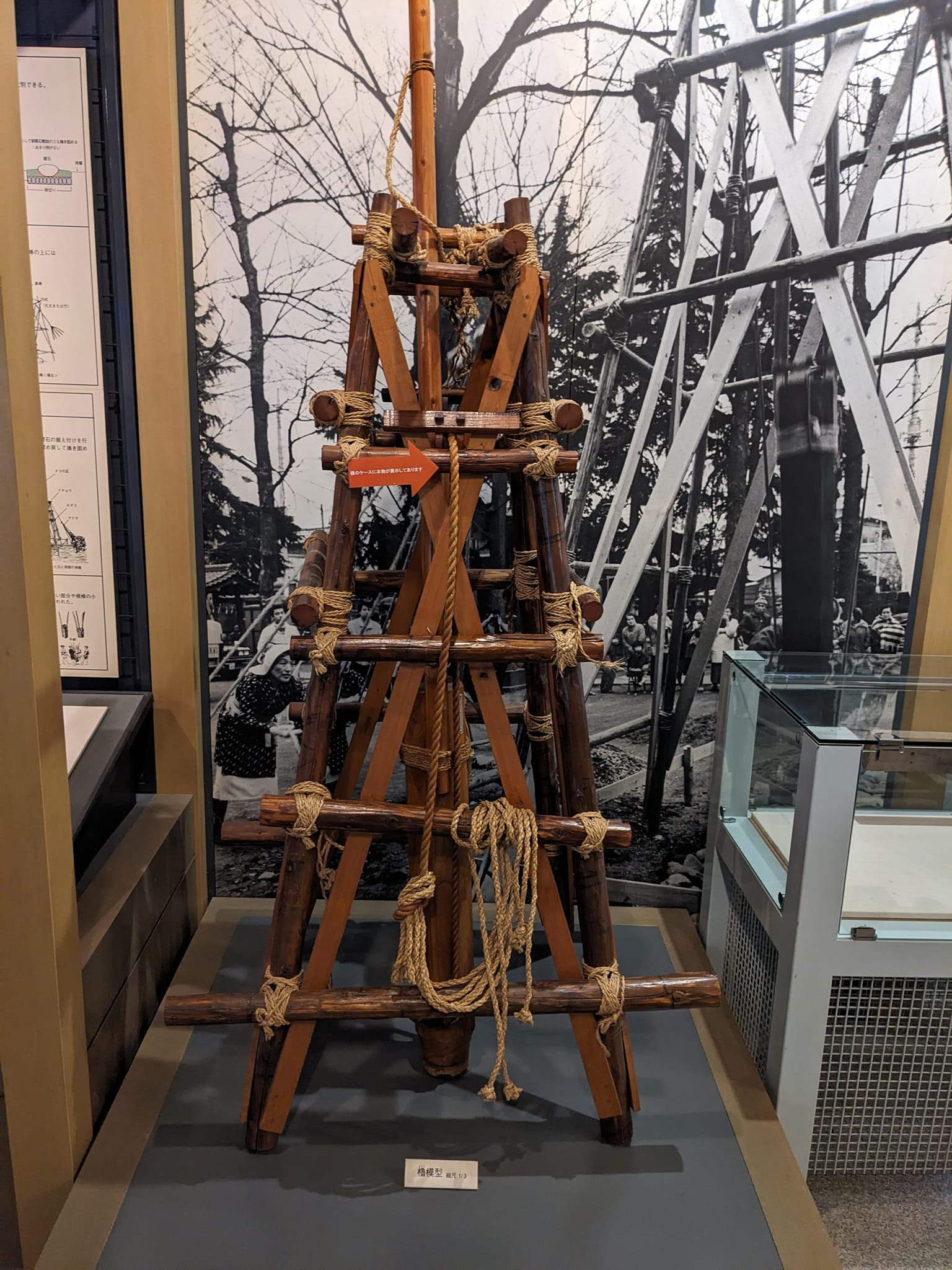
土搗き用の櫓の模型（川崎市多摩区、日本民家園）

さらに大規模になれば、現場に高さ5mほどの櫓を組み上げ、中心に櫓の高さに準ずる長さの丸太を撞木として吊る。撞木の上部には滑車を伝って四方八方に伸びるロープが取り付けられ、大工の棟梁や鳶職の親方の指示の下で、数十人がかりで綱を曳いて撞木を巻き上げては落とすことで礎石や杭を打ち込み、地面に安定させる。綱を曳く「綱子」は親戚一同や共同体の者が担当するが、地搗きを専門とする職業集団が各地を廻って担当する場合もあった。「女性であれば強力の者と非力の者の差が少ないので、むらなく搗ける」として女性のみの作業集団もあり、彼女らは「ヨイトマケのおばさん」などと呼ばれた。

1882年、お雇い外国人のエドワード・モースは神戸港において櫓搗きの手法による杭打ち作業に遭遇し、以下のように記述している。

#### 石場搗

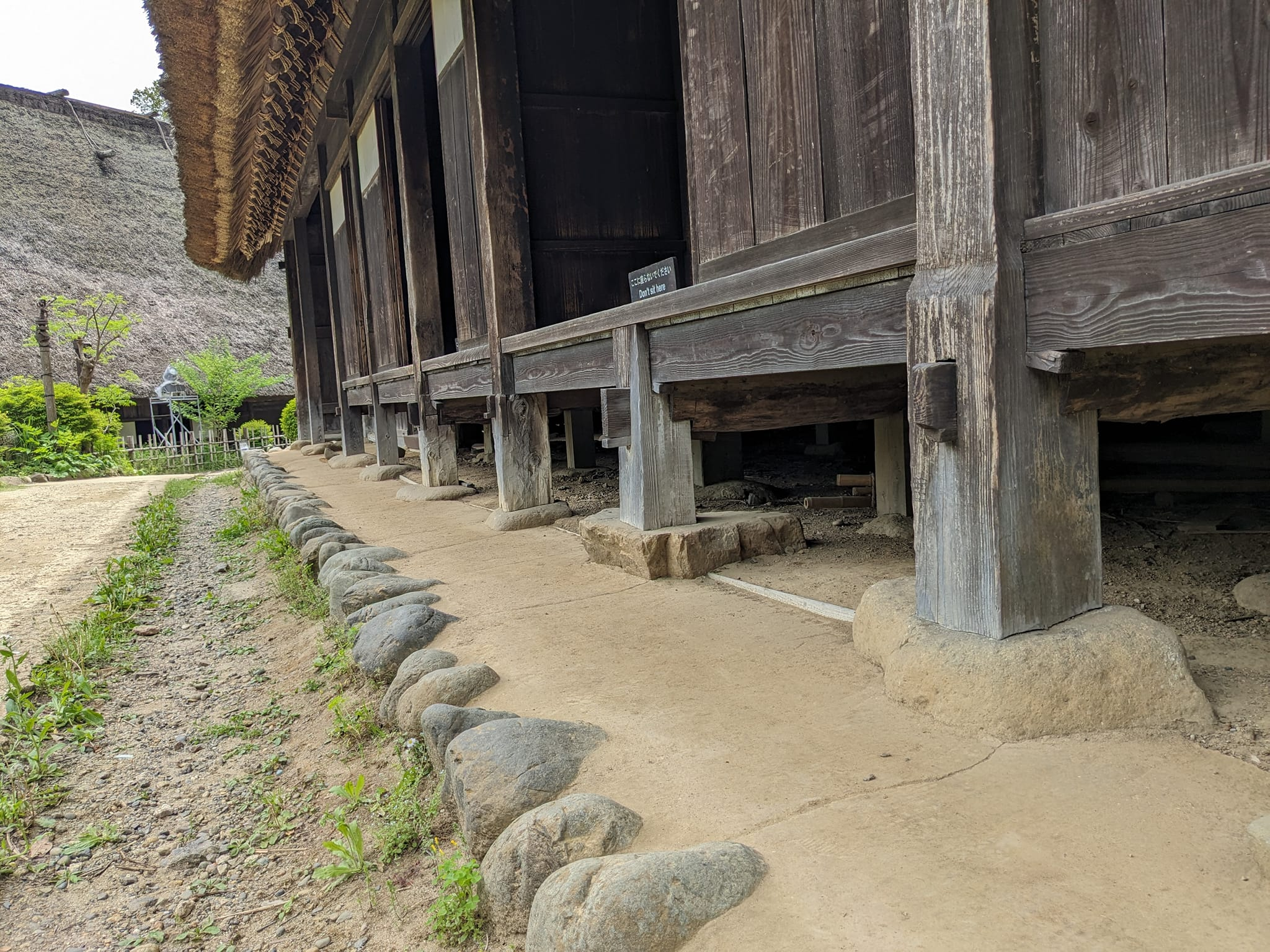
神奈川県川崎市の日本民家園に移築された、18世紀の越中五箇山の合掌造りの床下。礎石建築は江戸期には庶民の民家にも広まった

地搗作業のうち、建物の礎石を打ち込んで安定させる作業を特に「石場搗」（いしばがち）と呼ぶ。
日本の建築史上、「柱を立てる」行為は、縄文時代より地面に柱穴を掘りそのまま柱を立てる掘立柱が基本だった。だが掘立柱は地中の水分を受ける下部から徐々に腐朽する欠点があり、掘立柱を構造の基本として用いる掘立柱建物の耐久性は高くはなかった。後の飛鳥時代以来以降、中国大陸や朝鮮半島から、地面に礎石を埋め込んだ上に柱を立てる「礎石建築」の技術が伝来する。柱の下部が地面から離れた石の上にあるため土中の湿気を受けにくく、柱の耐用年数は高まる。現存では世界最古の木造建築である法隆寺も、この礎石建築の技法が用いられている。
大規模な民家や寺社を建造するにあたっては、まず表土を固い地盤まで掘り込み、玉石を粉砕した「割栗石」（わりぐりいし）を穴の底に敷き込んだ上で全体を搗き固める。割栗石の群れが地面に食い込んだ上に砂利を敷き、上に据えた礎石をさらに搗いて安定させる。その上で、下部の木口の部分を礎石の上部の曲線に当てはまるように削った柱を礎石の上に立て、木部の建築作業に取り掛かる。名工が手掛けた柱ならば、木口を礎石の上にあてがうだけで支えも無く自立するという。
礎石建築は、江戸時代中期以降には庶民の住居にも普及した。礎石を撞木で打って搗き固める「石場搗唄」は家の新築の予祝としての意味合いが込められるため、謡われる土搗き唄はおめでたい文句を連ねるのが特徴である。
以下は鹿児島県熊毛郡上屋久町宮之浦で昭和39年（1964年）に採録された「地搗唄」である。

## 土搗唄の系統
日本各地に伝承される土搗き唄は、江戸期の文化伝播の流路に伴っていくつかの系統がある。流通や築堤技術者集団の往来により、同一地域に系統の異なる土搗き唄がそれぞれ伝播して伝承される例もある。
長時間に及ぶ地搗き作業の折は曲目を適度に取り混ぜ、作業員を飽きさせず張り合いを持たせて唄い上げるのが音頭取りの腕の見せ所でもあった。

### 松前木遣
伊勢神宮式年遷宮の折、御用材を曳く際の木遣唄の一つである松前木遣を起源とする。伊勢国に発した松前木遣は北前船の乗組員の口を通じて瀬戸内海沿岸から山陰、北陸、東北の日本海沿岸、さらに北海道へと伝播し、各地で網起こし音頭、土搗唄、酒造り唄、祭礼の神輿担ぎなど「大人数で力を結集する折の、ハレの行事の作業唄」として定着した
囃子言葉に
ソーラーエンヤ　アラアラドッコイ　ヨイトコ　ヨイトコナ
アリャリャン　コリャリャン　ヨイトナー
の語句を含むのが特徴である。

### 七之助音頭
岩手県、宮城県、山形県、福島県の東北4県と北関東に分布する土搗き唄。七之助という美男の音頭取りが明治初期に広めたものであるという。

### エンヤコラ
「ヨイトマケ」とも呼ばれる。櫓で吊られた撞木を大人数で綱を曳いては吊り上げ、落としては地面を搗き、あるいは杭を打ち込む。綱を曳く調子を合わせる唄として、主に関東一円で唄われた。歌詞は即興で、作業中に目に入るものすべてを七・七調で唄い上げる。

### 木遣口説
西日本一帯に分布する木遣唄。神社仏閣の増改築工事で木材や石を運ぶ折、神主や僧が神社仏閣の縁起を唄に説いて詠い上げ、大人数の力を結集する作業唄としたものである。後には神社仏閣以外の一般の地搗きにも広まり、さらには盆踊り唄にも取り入れられた。

### サンヨー搗き
関東から中部地方、近畿地方一円に伝承される。「サンヨー」の囃子言葉と共に、七五調の歌詞を即興で唄いあげる。

### リキヤ節
囃子言葉の「ショコリキヤノ」の一節から「リキヤ節」、当て字して「力弥節」と称される。歌詞の「しょこば」とは讃岐国仲多度郡と三豊郡の境にあった山城で、戦国時代に長宗我部氏の軍勢によって攻め落とされ、多数の兵が戦死した故事により「焼香場」と称された。この山は近隣住民の雨乞い信仰の場でもあり、山頂に雲がかかれば一帯は雨に見舞われたという。

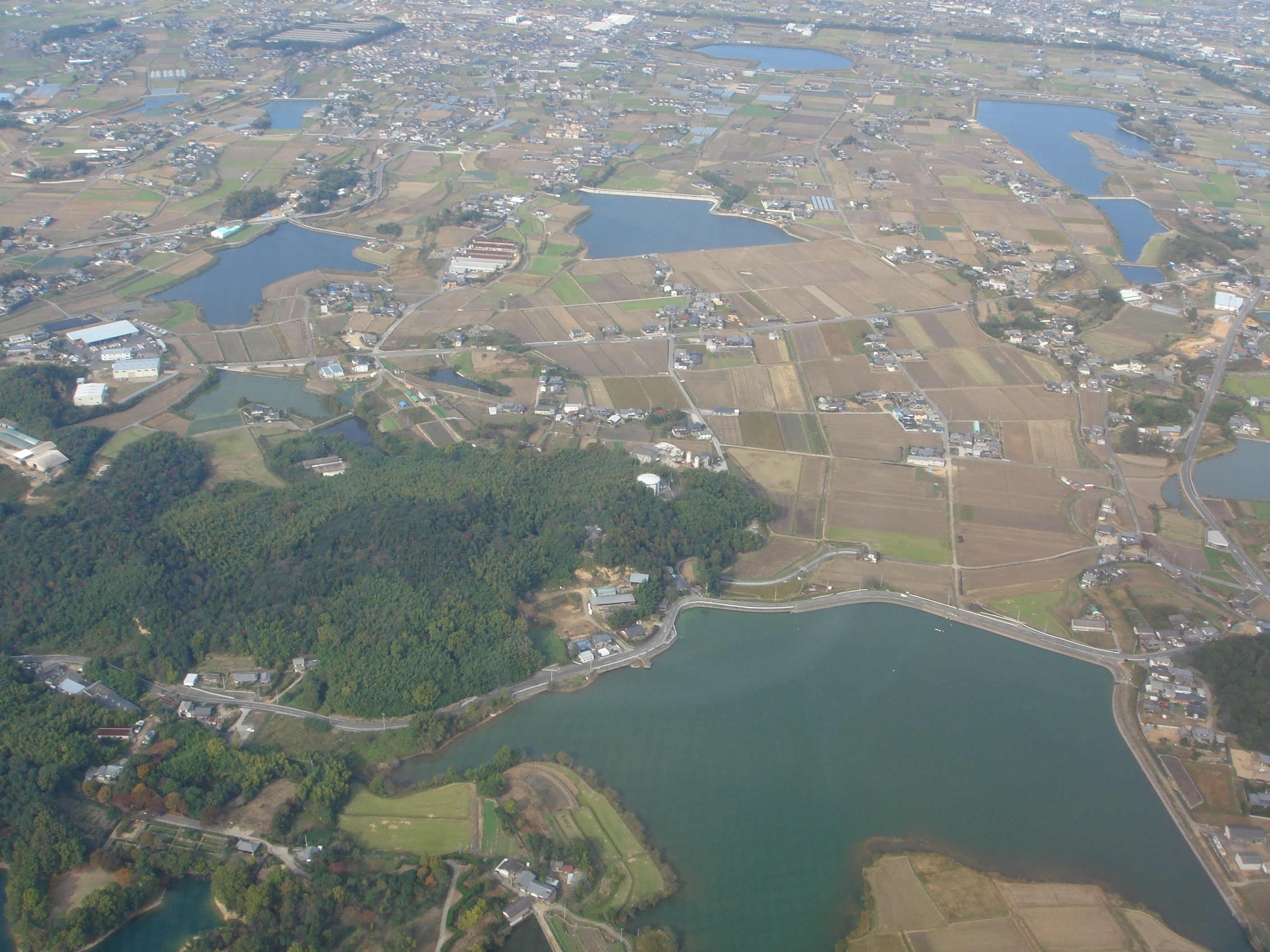
讃岐平野の溜池。少雨気候の讃岐国では溜池の築堤修築技術が発達し、技術者の往来で讃岐生まれの土搗唄が各地に広まった

瀬戸内気候の讃岐国は温暖少雨の土地柄ゆえ農業用水の確保に迫られ、ため池が各地に造営された。故にため池の造営技術が発達し、築堤修築の技術者集団が他国、とりわけ瀬戸内地方一帯に招かれて溜池の造営を担当したが、人遣（人夫頭）に率いられた引鍬（作業員）が土搗き作業の折に唄うことで「リキヤ節」は瀬戸内地方一帯、さらに山陰地方に伝播した。『日本民謡大観・四国篇』の記述によれば、以下の地域でリキヤ節系統の民謡が採録されている。
| 地域                       | 名称             |
| -------------------------- | ---------------- |
| 香川県綾歌郡綾南町滝宮     | 千本搗唄         |
| 香川県綾歌郡綾南町岡田     | 千本搗唄         |
| 香川県木田郡東植田村       | 千本搗唄         |
| 徳島県勝浦郡勝占村         | 杭打唄           |
| 愛媛県周桑郡小松町南川     | 力弥節           |
| 愛媛県温泉郡重信町下林     | 土佐節           |
| 愛媛県温泉郡重信町下林     | 亥の子唄         |
| 山口県熊毛郡上関町唄島     | 地締唄           |
| 山口県大島郡東和町小泊     | 亥の子唄         |
| 広島県庄原市三日市         | 千本搗唄         |
| 岡山県御津郡建部町         | しょこま節       |
| 岡山県苫田郡加茂町         | 千本搗唄         |
| 岡山県津山市               | 千本搗唄         |
| 島根県大原郡幡屋村字仁和寿 | しょこばのお井戸 |
| 島根県八束郡美保関町       | 関の五本松       |
| 鳥取県東伯郡大栄町亀谷     | 土手普請棒叩唄   |
| 大阪府高槻市西面           | 千本搗唄         |
| 滋賀県滋賀郡小松村         | 地曳網曳唄       |
| 富山県東砺波郡平村上梨     | おっちゃら節     |
| 東京都大島町(伊豆大島)岡田 | どんどん節       |
| 山形県                     | リキヤ節         |

なお島根県民謡「関の五本松」は、このリキヤ節がお座敷唄化したものである

### ヒョータン節

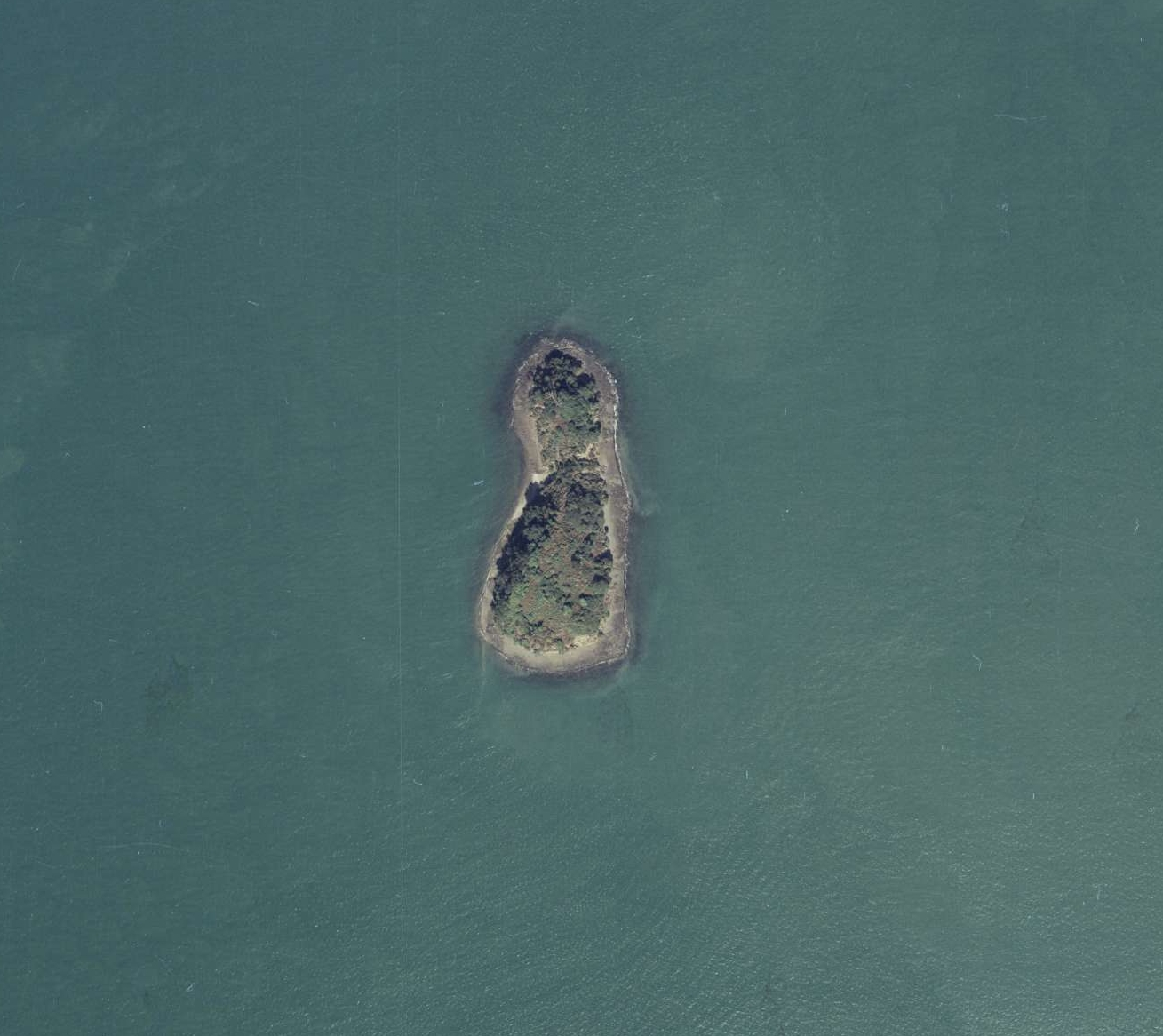
瀬戸内海に位置する瓢箪島。神が綱を付けて引き合った、との伝承がある

リキヤ節同様、瀬戸内地方の溜池修築作業のなかで生まれ、各地に伝播した土搗き唄の形式である。七・七・七・五の都都逸形式の歌詞の後に
オメデタヤ　イヨノ　ヒョータンヤの囃子言葉を唄いあげるのが特徴である。
囃子言葉「ヒョータン」の由来として、瀬戸内海中の小島で、現在では中央部を広島県と愛媛県の県境が通る「瓢箪島」にまつわる昔話が伝承されている
島に綱を掛けて互いに引き合うさまは、地搗き作業の「亀の子搗き」の手法で、くびれた形の大石に綱をかけ四方八方から引いて浮き上がらせる様に似ている。地元の民話伝承が土搗き唄に取り入れられ、「伊予の瓢箪」の歌詞が生まれ、築堤技術者や酒造りの杜氏、あるいは塩田の浜子(製塩従事者)の往来により瀬戸内地方一円、遠くは利根川の築堤工事現場にも広まった。土搗き以外にも、餅搗きや味噌製造での煮大豆搗き作業、麦の脱穀作業の作業唄にも取り入れられている。以下は、「土搗き」以外でヒョータン節が唄われる例だが、「味噌搗き」「餅搗き」「麦打ち」と、物を打撃する作業唄として唄われる例が多い。
| 地域                   | 名称         |
| ---------------------- | ------------ |
| 愛媛県各地             | 亥の子唄     |
| 鳥取県気高郡神戸村     | 味噌搗唄     |
| 鳥取県日野郡日野町根雨 | 餅搗唄       |
| 岡山県川上郡成羽町     | 餅搗唄       |
| 茨城県鹿島郡波崎町     | 餅搗唄       |
| 千葉県勝浦市           | 餅搗唄       |
| 岡山県岡山市           | 麦打唄       |
| 兵庫県揖保郡揖保村     | 麦打唄       |
| 山口県大島郡蒲野村     | 新造船筒立唄 |
| 兵庫県赤穂郡赤穂町     | 浜鋤き唄     |
| 奈良県添上郡柳生村     | 麻布晒唄     |

なお溜池工事から生まれたリキヤ節とヒョータン節は分布に差があり、香川県下ではリキヤ節一辺倒だが徳島県、愛媛県、中国地方、近畿地方ではヒョータン節と併用、だが香川県下でも小豆島ではヒョータン節のみである。最初に愛媛生まれのヒョータン節一辺倒だったものが、香川県下では新たに生まれたリキヤ節に駆逐された可能性もある。

## 土搗唄の芸能化
土搗唄、とりわけ民家を建造するに当たって礎石を打ち込む石場搗ち唄は予祝儀礼を込めておめでたい文句を連ねるのが特徴である。
わけても
「めでためでたの若松様よ　枝も栄えて葉も茂る」
「鶴に亀」
「恵比寿大黒」
は好まれるフレーズである。そのため土搗唄は早くから現場での作業唄を離れて祝い唄化し、宴会や行事、神事の場でも唄われた。
後に築堤工事は重機による工程に代わり、住居の基礎工事も礎石からコンクリートを流し込む布基礎が主流となり土搗唄は唄われる機会そのものが失われた。だが祝い唄に姿を変え、あるいは地域的な芸能と化すことで現代に残る土搗唄もある。

### 粘土節
重機が普及する以前の築堤工事では、まず基礎として雑木の幹を5間（9mほど）の幅で河畔に敷き詰めてから石を置き、粘土を7寸（約21cm）の厚さに積む。その状態で、餅搗き用の杵より先端が広い土搗き専用の横杵で3人か5人一組になって音頭取りの声に合わせ搗き固めることを繰り返した。男衆はモッコやビール（トロッコ）で土石を運搬し、搗き固めは女衆が受け持つ。
山梨県の釜無川は1885年の豪雨で各所の堤防が決壊して大水害となり、築堤の修理が9年後まで執り行われた。その折、作業現場で帳場をつとめた中巨摩郡田富村山ノ神（現在の中央市）の児玉タカ（1870年生まれ）は美貌と美声の持ち主で現場の人気者となった。それ以前から甲州や駿州の築堤工事現場では伊勢神宮の御木曳木遣に起源を持つ江戸期の流行歌「ザンザ節」を改変した土搗き唄が唄われていたが、釜無川の築堤工事現場では「粘土お高やん」を唄いこんだ歌詞が次々と作られ流行を博した。この「お高やん」はトロッコ押しの藤巻茂三郎（通称：政やん）と1890年頃に所帯を持ち、昭和初期の1932年に死去したという 。
後に「粘土節」は甲府市内の花柳界に持ち込まれて三味線の伴奏がつけられ、お座敷唄として大流行した　。　現在、藤巻タカの墓所がある中央市布施の妙泉寺には、土搗き用の杵を持つ「お高やん」の銅像がある。

### 花笠音頭

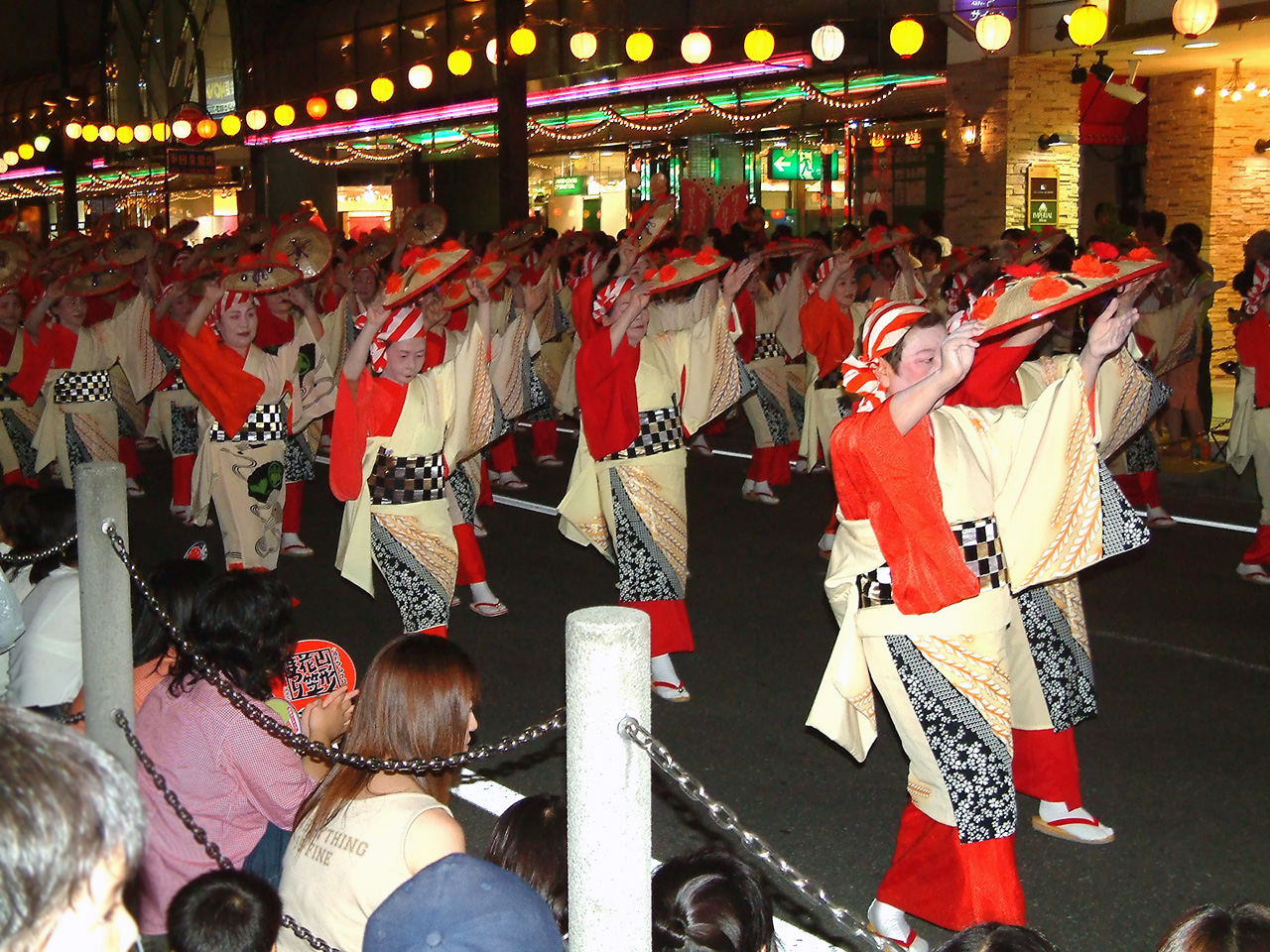
山形市の花笠祭りは、地元の土搗唄を起源とする

山形市の夏祭り「花笠祭り」で唄い踊られる「花笠音頭」は、もともと県東部の広い範囲で伝承されていた土搗唄だった。1938年頃、山形市成沢の伊藤桃華がこの地方の「胴ン搗き唄」を山形市南館の有海桃洀（とうしゅう）の所へ持ち込み、これに三味線と踊りをつけた。戦後の1949年、東根の結城誠一が山形市役所主催の民謡大会でこの土搗き唄に伴奏を付け直して出場し優勝、以降、花笠音頭は結城誠一の節回しで広まった。
花笠踊りの起源としては、1920年に起工された尾去沢の溜池・徳良湖造営の折に地元出身の作業員が唄った土搗唄に由来するとの説もある。作業休息時に日除けの笠で仰いで風を送る動作を模した「笠踊り」が編み出され、1921年の溜池竣工祭では当地に江戸中期にから伝わる「紅紙神花」で彩った花笠を被った百余名の男女が土搗き唄に合わせて笠踊りを披露し、聴衆の称賛を浴びた。これこそが花笠踊りの原型となった、ともいう。いずれにしても、花笠踊りの起源は土搗唄である。

### 関の五本松
出雲国の海上交通の要衝・美保関の花柳界に伝わるお座敷唄である。関の五本松とは江戸時代中期に松江街道沿いに存在した5本のクロマツの巨木で、海上交通の指標として領民に親しまれていた。だが時の松江藩主が「通行の折に槍が枝に当たった」としてそのうち一本を伐らせてしまった。ここに至り領民が抗議の意を込めて唄い上げたのが民謡「関の五本松」であるという。
民謡「関の五本松」の起源は讃岐国生まれの土搗唄「リキヤ節」（前述）で、讃岐国出身の築堤技術者によって大阪を東限として山陽地方一帯に地固めの「千本搗唄」として広められた。民謡「関の五本松」も当初は純然な土搗唄だったが、のちに三味線の伴奏がつけられ宴席の騒ぎ唄へと変貌した。だが昭和初期までは、前述のようにリキヤ節としての歌詞「しょこばのお井戸」が残されていた。

また、「淡海節」で人気を博した滋賀県出身の喜劇役者・志賀廼家淡海は、少年時代より瀬田川の築堤工事で法面を搗き固める作業「千本搗」や江州音頭の音頭取りとして頭角を表し、芸能界入りした当初も築堤工事の音頭取りを勤め続けた経緯がある。